# Kolekanos spinicaudus
Kolekanos spinicaudus — вид геконоподібних ящірок родини геконових (Gekkonidae). Ендемік Анголи. Описаний у 2022 році.

## Поширення і екологія
Kolekanos spinicaudus відомі з типової місцевості, розташованої поблизу Каріво в провінції Бенгела на заході Анголи.